# Mùn Chung
Mùn Chung là một xã thuộc huyện Tuần Giáo, tỉnh Điện Biên, Việt Nam.

## Địa lý
Xã Mùn Chung nằm ở phía bắc huyện Tuần Giáo, có vị trí địa lý:
- Phía đông giáp xã Pú Nhung và xã Rạng Đông
- Phía tây giáp xã Mường Mùn
- Phía nam giáp xã Mường Thín và xã Quài Nưa
- Phía bắc giáp xã Nà Tòng và huyện Tủa Chùa.

Xã Mùn Chung có diện tích 42,41 km², dân số năm 2022 là 4.247 người, mật độ dân số đạt 100 người/km².

## Hành chính
Xã Mùn Chung được chia thành 9 bản: Bó Lếch, Chiềng Ban, Co En, Co Sản, Huổi Cáy, Huổi Lóng, Phiêng Pẻn, Ta Lếch, Xóm Chợ.

## Lịch sử
Ngày 25 tháng 8 năm 2012, Chính phủ ban hành Nghị quyết số 45/NQ-CP về việc thành lập xã Nà Tòng trên cơ sở 3.755 ha diện tích tự nhiên và 2.264 người của xã Mùn Chung.
Sau khi điều chỉnh địa giới hành chính, xã Mùn Chung còn lại 4.240,63 ha diện tích tự nhiên với 3.495 người và 11 bản: Chiềng Ban, Phiêng Pèn, Huổi Lòng, Xóm Chợ, Co Sản, Huổi Cây, Hú Cang, Ta Lếch, Bó Lếch, Co En, Co Kham.
Ngày 6 tháng 12 năm 2019, HĐND tỉnh Điện Biên ban hành Nghị quyết số 148/NQ-HĐND về việc:
- Sáp nhập bản Hú Cang vào bản Co En.
- Sáp nhập bản Co Kham vào bản Phiêng Pẻn.